# 折笠重康
折笠 重康（おりかさ しげやす、生年不明 - 1944年（昭和19年）11月11日）は、日本の海軍軍人。第一水雷戦隊司令官・木村昌福少将が座乗する旗艦｢阿武隈｣航海長としてキスカ島撤退作戦の成功に貢献。のち駆逐艦｢若月｣砲術長として戦死した海軍中佐である。

## 人物・来歴
福島県出身。会津中学を経て、1937年（昭和12年）3月海軍兵学校を卒業。席次は160名中22番。折笠は海兵64期である。海軍中尉時代に教官として海兵72期の分隊監事を務めた。
海軍大尉時代に軽巡洋艦｢阿武隈｣航海長に補職され、キスカ島撤退作戦に参加。｢阿武隈｣は第一水雷戦隊司令官・木村昌福少将が率いる作戦部隊の旗艦で、艦長は渋谷紫郎大佐、水雷長（のち通信長）と航海士は戦後海上自衛隊の海上幕僚長となる石田捨雄と大賀良平である。
同作戦は初回が中止となり、燃料などの関係から再度の作戦は望めない状況のなか、作戦遂行上必須の要件であった霧に恵まれ成功した。しかし霧は幌延出撃以来6日間にわたり、またその濃さは｢阿武隈｣はじめ数艦が衝突事故を起こす濃さであり、艦位を出すために必要な天測ができなかった。キスカ島への航海は推測航法によったのである。またキスカ島付近へ接近したのちは、同島からのラジオ・ビーコンによる誘導により方向を決めることができたが、同島との距離を把握するためにはやはり天測が必要であった。折笠は大賀の補佐を受けつつ旗艦航海長として推測航法を成功させ、また薄もやのなか太陽をとらえ艦位を特定した。その後部隊はキスカ湾に突入し、駐留部隊5000名以上を救出した。石田は折笠を名航海長であったと述べている。

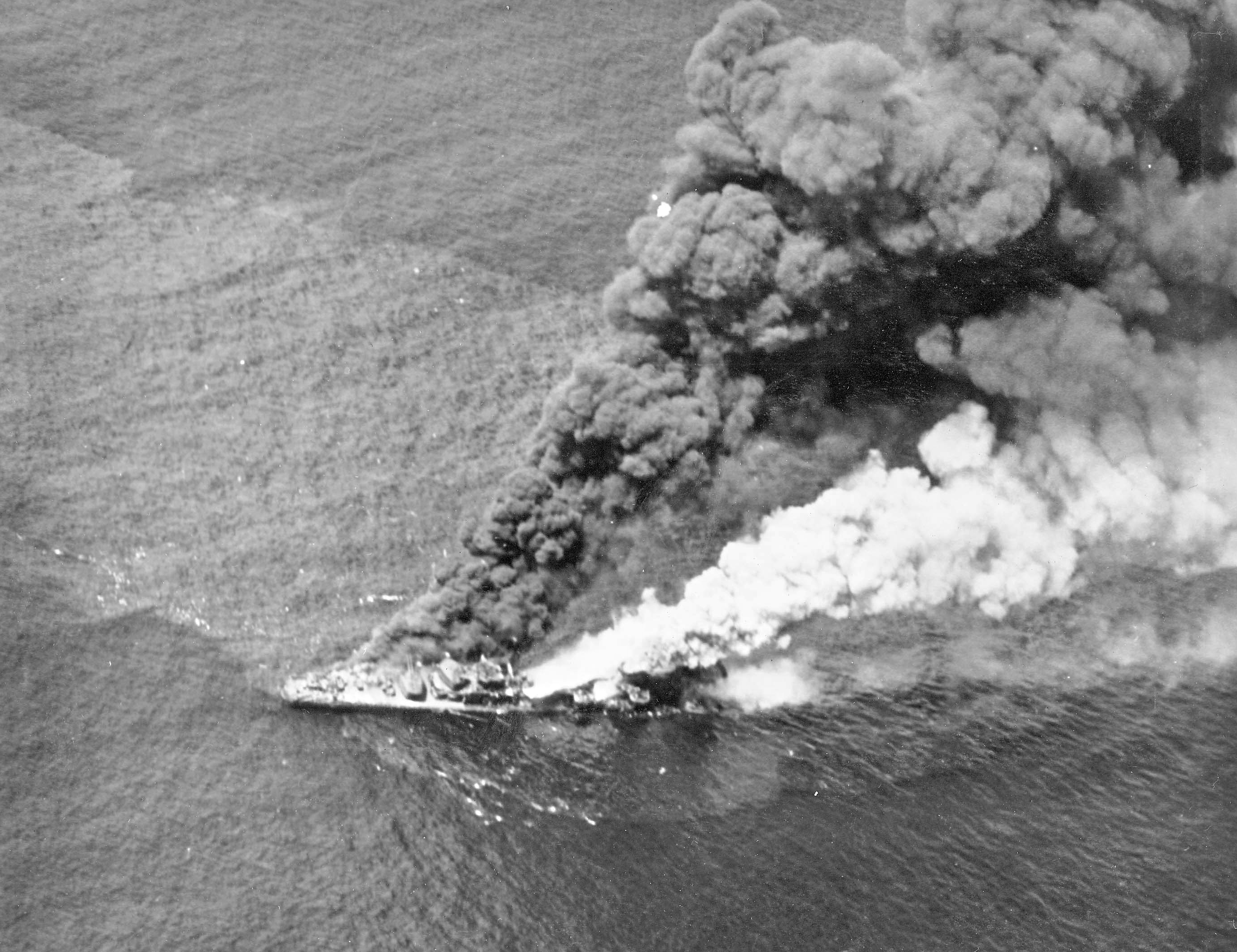
沈没寸前の駆逐艦若月

その後の折笠は砲術学校高等科を卒業し、駆逐艦｢若月｣砲術長となる。｢若月｣はオルモック輸送作戦に参加しレイテ島への輸送任務に就く。第二水雷戦隊司令官・早川幹夫少将に率いられ第三次輸送作戦に従事中、米機動部隊の攻撃により｢若月｣は撃沈され、折笠は戦死した。｢若月｣の戦死者は艦長以下290名であった。
同期生の高畑辰雄とともに稚松会の会員であった。

## 関連文献
- 市川浩之助『キスカ』コンパニオン出版、1983年。ISBN 4-906121-29-2。（著者は「阿武隈」主計長、戦後三菱信託専務）